# Keller (Horkheim)

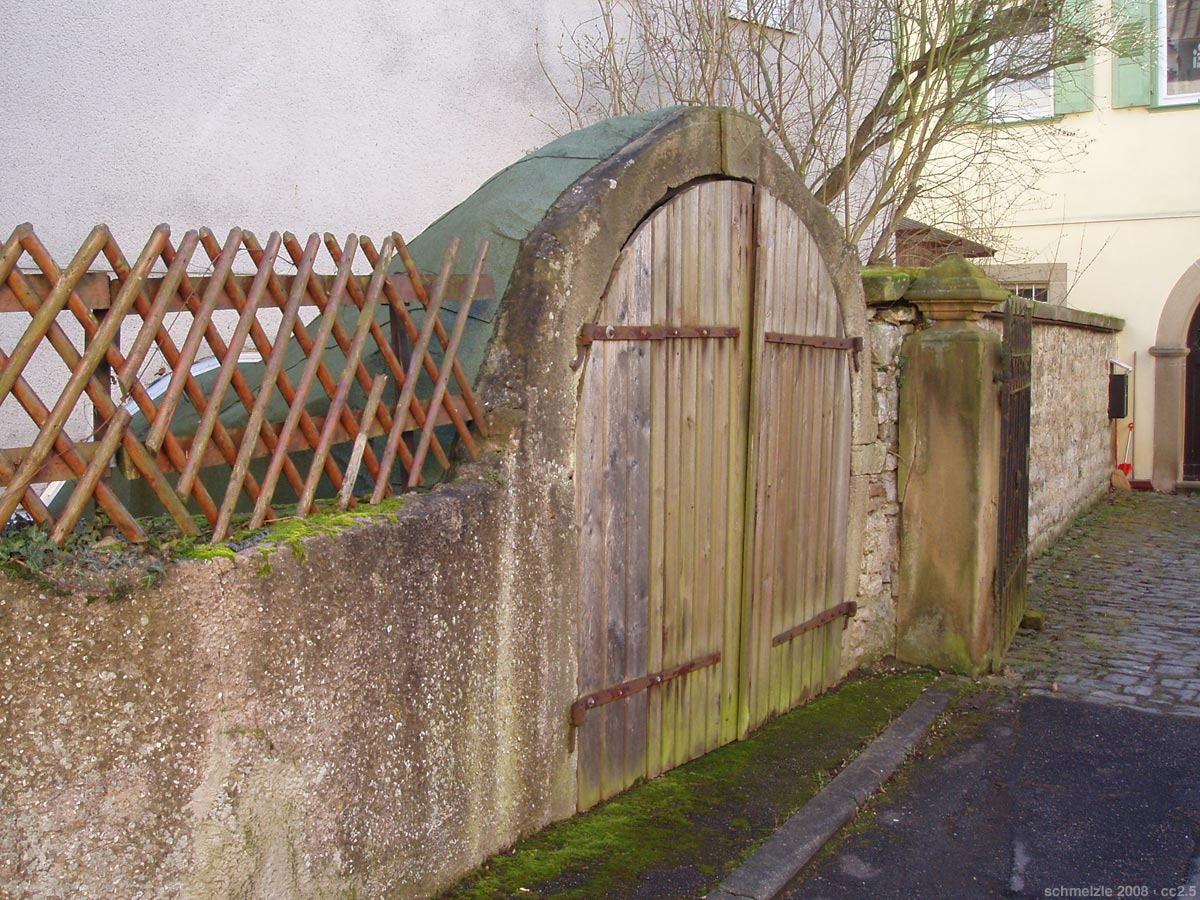
Kellerhals von 1733

Der Keller in der Kirchgasse 17 im Heilbronner Stadtteil Horkheim gilt als Kulturdenkmal.

## Beschreibung
Der Gewölbekeller wurde in zwei Bauphasen erbaut. Die erste Bauphase des Gewölbekellers war im Mittelalter. Aus dieser Zeit stammt noch der kleinere, niedrigere und rückwärtige Teil des Kellers, mit unregelmäßigem Bruchsteinmauerwerk. Die zweite Bauphase wird auf das Jahr 1733 datiert. Aus der zweiten Bauphase stammt noch das größere, vordere Tonnengewölbe des Kellers. Bemerkenswert ist der breite rundbogige Kellerhals des Gewölbekellers, der sich der Kirchgasse zuwendet. Dort befindet sich ein zum Keller führendes Rundbogentor, wobei sich im Rundbogen ein Keilstein mit den Initialen des Erbauers mit den Handwerkszeichen erhalten hat.
Die Initialen verweisen auf den Eigentümer Johann Philipp Rödel, während Anker und Enterhaken die im Keilstein angezeigten Handwerkszeichen sind. Rödel war der erste Schiffer, der um 1720 nach Horkheim gekommen war.